# 大浜騒動

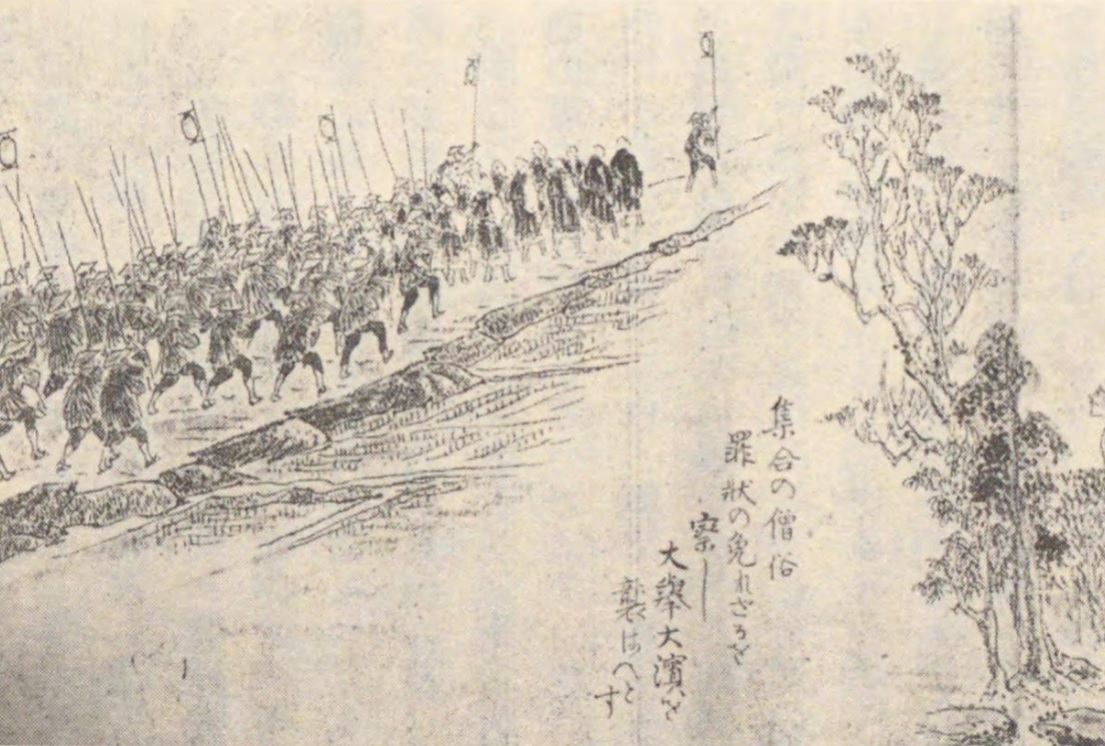
大浜騒動

大浜騒動（おおはまそうどう）は、1871年（明治4年）に三河国碧海郡鷲塚（現在の愛知県碧南市鷲塚町）で起こった暴動。廃仏毀釈に反対する運動の一つであるが、計画的なものではなく偶発的に起こったものである。鷲塚騒動、菊間藩事件とも呼ばれる。

## 廃仏毀釈運動
近代化への課題に直面していた明治政府は、明治元年（1868年）3月に発した太政官布告神仏分離令や、明治3年（1870年）の大教宣布などの行財政改革に関する法令を発し、近世以前の仏教国教化政策からの転換・民事負担軽減策に取り掛かっていた。
そのことから、幕府統治時代の檀家制度のもとで、寺院に弾圧されてきた神職と民衆が加わり、各地に廃仏毀釈運動が起きた経緯があった、と新政府史観から説明されることがある。

## 発生まで

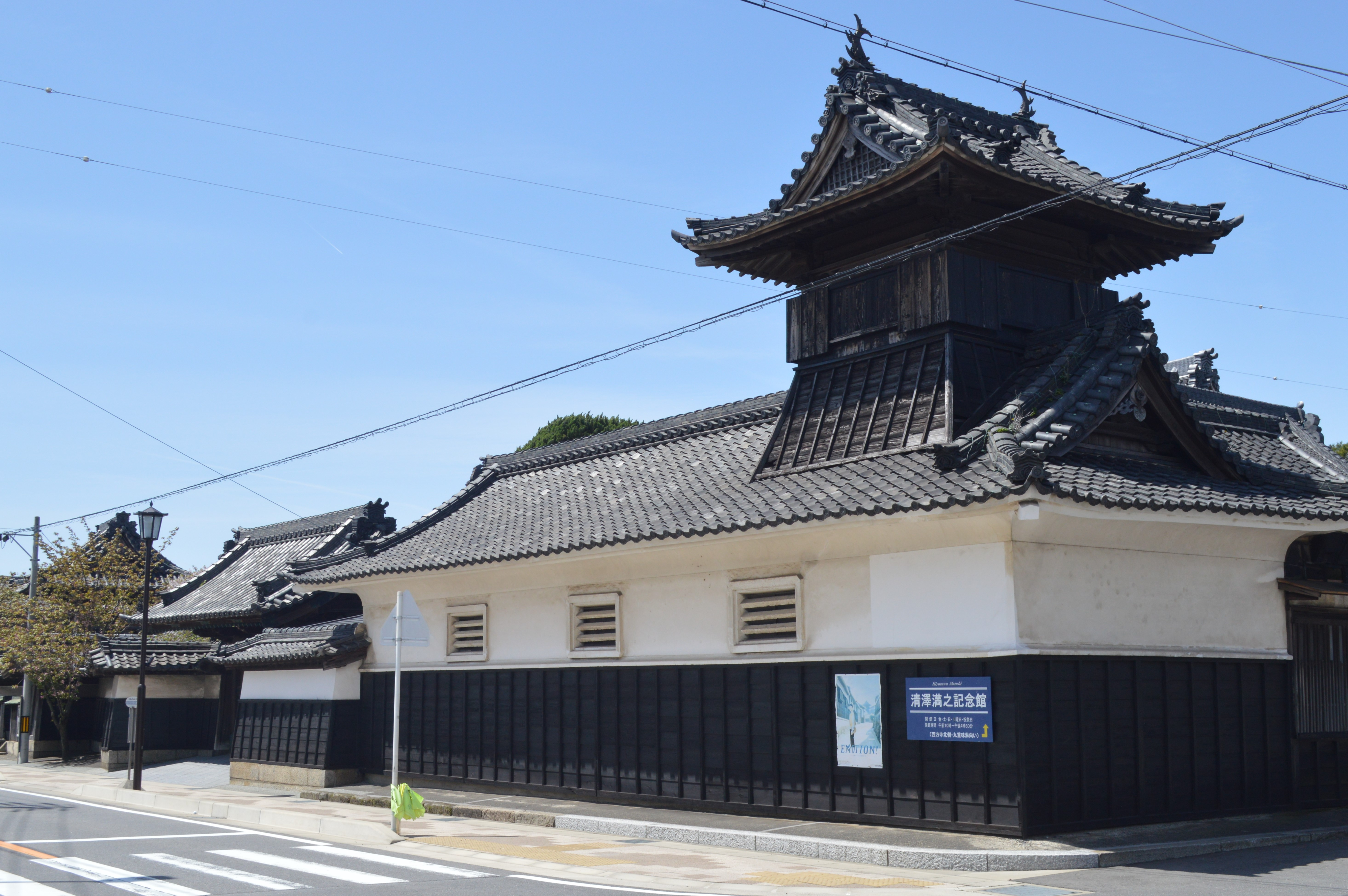
大浜の西方寺

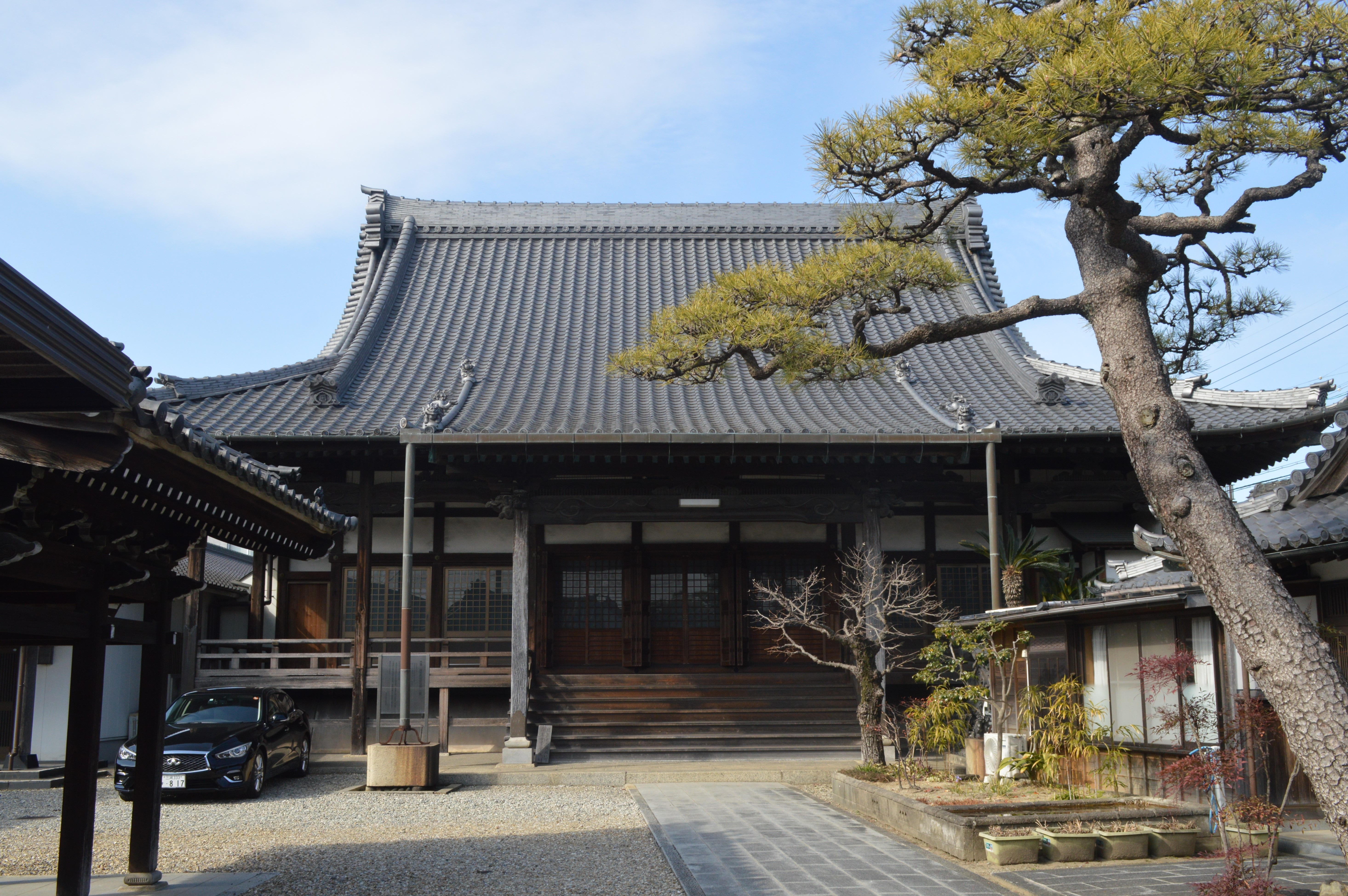
棚尾の光輪寺

当時、上総国菊間から大浜出張所（碧海郡に16ヶ村幡豆郡に5ヶ村、計21ヶ村は、大浜領と呼ばれ、菊間藩の大浜出張所に支配されていた。）に赴任してきた服部純は、明治政府の方針に従い村法の改正や勤王主義教育、神仏分離などの改革を求め、明治3年（1870年）11月に碧海郡大浜村称名寺の藤井説冏（せつげい）、棚尾村光輪寺の高木賢立（けんりゅう）ら2人の僧侶を教諭使に任じ、領民に新政の趣旨を平易に教えさせようとした。両人は直ちに領内の村々に新政の趣旨を教えて巡回し、終了直後の明治4年（1871年）2月15日には、出張所管内の寺院に出頭を命じて寺院の合併について質問をした。質問は10ヶ条あり、主だった5条は次のような内容であった。
- 檀家の無い寺院は、古い新しいを問わず他の寺院に合併することにしたらどうか。
- 合併にあたっては、僧侶は本寺に引き取ることにしたらどうか。
- 檀家少ない寺院については、10軒以下、50軒以下、100軒以下のいずれかをもって、他の寺院と合併したらどうか。
- 檀家の無い寺院でも、1村に1寺を置く様にし、1村に宗派異なった寺院が混在し、その数が100軒以下の場合は全て他の寺院へ合併　することにしたらどうか。
- 居村に檀家が無く他村に檀家の多い寺院は、最寄りの寺院に合併したらどうか。

このうち一番問題になったのは、上から3番目の項である。禅宗、浄土宗、時宗の寺院は、直ちに可否を記して提出したが、生活を檀家からの財施に頼っていた浄土真宗（以下、真宗）の寺院・僧侶にとって、この様な改革提案は既得権を奪うものであり、死活問題であったため、浄土真宗の僧侶は、このような重大な案件は即答できないとして、藩に関わりのある西方寺と光輪寺に日延の申し入れを依頼した。しかし、許されず。やむなく光輪寺のほか13または14ヶ寺は10軒以下、西方寺100軒以下合併可と請書を提出した。しかし、それを聞いた管外の寺院は、この菊間藩の方針が藩外に波及することを恐れ、その危機感と請書を提出した反感が西方寺・光輪寺に集中する形となった。それに加え同年2月21日に棚尾村妙福寺で行われた棚尾親民塾開校式において、塾長である光輪寺の高木賢立が行った教育談話がこの事態に拍車をかける結果となった。賢立は、この席で藩の言う神仏分離の例として、神前では祝詞を唱えるものだと話したところ、新たな誤解を生んでしまった。それは菊間藩が奨励していた毎朝天を拝み朝日を拝むことは、ヤソ（当時のキリスト教の呼び方）の教えと同じではないかと領民に広がり、藩への不信感が生まれた。そのため賢立の話した神前祝詞の拒否感情と共に賢立個人に対する誹謗に発展し、神前念仏の禁止が藩への不信感から「次は仏前でも念仏を唱えるなと言われるであろう」とのデマまで流布され、一犬虚に吠ゆれば万犬実を伝う状態となった。

## 騒動の発生・収束
その様な中真宗大谷派の三河護法会はこの様な動きが他藩に波及することを恐れ、何度か協議を重ねた後まず宗規を破って請書を提出した西方寺と光輪寺を詰問するため、総監の碧海郡高取村専修坊星川法沢と幹事である同郡小川村の蓮泉寺石川台嶺を中心に同年3月8日同郡矢作村暮戸に真宗僧侶の会合を開き100名近くの僧侶が集まったが、問題の2寺が出席しなかったので、護法会員の中から台嶺を中心に僧侶が37人有志で西方寺と光輪寺を詰問に向かった。道中、僧侶の薦められたり、「大浜にヤソが出た」というデマを信じた門徒が多数、同行を申し出る。途中、同郡米津村の龍讃寺に立ち寄り、門徒達に粗暴の無い様説諭する。しかし、龍讃寺の竹を使って高張提灯を作る門徒の中に竹槍を作る者が現れ、他の門徒もこれを真似し、ほぼ全員が竹槍を携えるに至った。その後、同郡鷲塚村に到着したところで降雨があり、同村の蓮成寺、他2つの寺に門徒達を集結させた。真宗僧侶の不穏を察知した出張所は、同村に役人5人を派遣し、役人は同村の庄屋片山宅に護法会側を呼び出し交渉を行う、護法会側は寺院統廃合政策の見直しを要求したがまとまらず、時間を浪費したため、苛立った門徒が暴徒化し庄屋宅に投石を始め。身の危険を感じた出張所役人は庄屋宅を脱し、出張所に応援を求めるべく逃亡したが、暴徒はそれを追跡し投石および竹槍で攻撃したため、役人は抜刀して道を急いだ、しかし、降雨により道がぬかるんでいたため、5人のうち一番後ろにいた者が転倒、それを多数の暴徒が暴行し殺害。急報を聞いた出張所は藩兵と農兵を派遣し、隣接する西尾藩や重原藩からも応援が到着した事で、暴動は収束した。

## その後
その後、石川台嶺ら暴動の主導的役割を果たした僧侶や役人殺害に関与したとされる暴徒数百名は捕らえられ、裁判の結果、台嶺と暴徒1人は斬罪に処され、その他、多数の僧侶・暴徒が罪人となった。
後に本山より菊間藩に送られた書簡には、末寺の心得違いにより不始末の挙動に至ったとして寛大な処置を願っている。また、出張民部省の刑罰申付書も、僧侶どもが時局の変動を知らず一己の情欲におぼれて事を誤ったと記されている。騒動後、服部は廃寺や合併の方針を改めたが廃藩置県後、誕生した額田県は、改革によって寺院の廃・合併の運びに終わった。